# Đội tuyển bóng đá quốc gia Eswatini
Đội tuyển bóng đá quốc gia Eswatini (tiếng Anh: Eswatini national football team), biệt danh là Sihlangu Semnikati (King's Shield), là đội tuyển cấp quốc gia của Eswatini do Hiệp hội bóng đá Eswatini quản lý. Đội chưa từng dự giải vô địch bóng đá thế giới cũng như cúp bóng đá châu Phi.

## Danh hiệu
- Vô địch Cúp COSAFA: 0

Hạng ba: 1999; 2002
Hạng tư: 2003

## Thành tích tại giải vô địch thế giới
- 1930 đến 1990 - Không tham dự
- 1994 đến 2022 - Không vượt qua vòng loại

## Cúp bóng đá châu Phi
- 1957 đến 1982 - Không tham dự
- 1984 - Bỏ cuộc
- 1986 - Không vượt qua vòng loại
- 1988 - Không tham dự
- 1990 - Không vượt qua vòng loại
- 1992 - Không vượt qua vòng loại
- 1994 - Không tham dự
- 1996 - Bỏ cuộc
- 1998 - Không tham dự
- 2000 đến 2012 - Không vượt qua vòng loại
- 2013 - Bỏ cuộc
- 2015 đến 2023 - Không vượt qua vòng loại

## Đội hình hiện tại
Đội hình tham dự vòng loại CAN 2021 gặp Guiné-Bissau và Sénégal vào tháng 3 năm 2021.

Số liệu thống kê tính đến ngày 26 tháng 3 năm 2021 sau trận gặp Guiné-Bissau.

| Số | VT | Cầu thủ                | Ngày sinh (tuổi)  | Trận | Bàn | Câu lạc bộ          |
| -- | -- | ---------------------- | ----------------- | ---- | --- | ------------------- |
|    | TM | Ncamiso Dlamini        | 19 tháng 10, 1989 | 2    | 0   | Royal Leopards      |
|    | TM | Mathabela Sandanezwe   | 9 tháng 9, 1989   | 19   | 0   | Mbabane Swallows    |
|    | TM | Khanyakwezwe Shabalala | 23 tháng 9, 1993  | 1    | 0   | Mbabane Highlanders |
|    |    |                        |                   |      |     |                     |
|    | HV | Siboniso Mamba         | 24 tháng 2, 1991  | 19   | 2   | Young Buffaloes     |
|    | HV | Lindo Mkhonta          | 10 tháng 4, 1991  | 21   | 0   | Young Buffaloes     |
|    | HV | Sihlangu Mkhwanazi     | 28 tháng 9, 1989  | 2    | 0   | Young Buffaloes     |
|    | HV | Mlamuli Msibi          | 19 tháng 8, 1997  | 1    | 0   | Royal Leopards      |
|    | HV | Sanele Tshawuka        | 11 tháng 2, 1990  | 4    | 0   | Green Mamba         |
|    |    |                        |                   |      |     |                     |
|    | TV | Sandile Gamedze        | 3 tháng 12, 1994  | 15   | 2   | Young Buffaloes     |
|    | TV | Mzwandile Mabelesa     | 21 tháng 4, 1993  | 5    | 0   | Royal Leopards      |
|    | TV | Sifiso Matse           | 14 tháng 5, 1993  | 16   | 1   | Royal Leopards      |
|    | TV | Siboniso Ngwenya       | 3 tháng 5, 1994   | 14   | 0   | Young Buffaloes     |
|    | TV | Wandile Shabangu       | 18 tháng 11, 1991 | 9    | 0   | Young Buffaloes     |
|    | TV | Njabulo Thwala         | 2 tháng 2, 1990   | 1    | 0   | Green Mamba         |
|    |    |                        |                   |      |     |                     |
|    | TĐ | Phiwayinkhosi Dlamini  | 20 tháng 1, 1990  | 10   | 0   | Young Buffaloes     |
|    | TĐ | Sidumo Dlamini         | Không rõ          | 2    | 0   | Royal Leopards      |
|    | TĐ | Fanelo Mamba           | 29 tháng 10, 2001 | 13   | 1   | Young Buffaloes     |
|    | TĐ | Sabelo Ndzinisa        | 31 tháng 7, 1991  | 36   | 7   | Mbabane Highlanders |
|    | TĐ | Nhlanhla Ngwenya       |                   | 0    | 0   | Mbabane Swallows    |
|    | TĐ | Muzi Tsabedze          | 23 tháng 9, 1998  | 1    | 0   | Manzini Sea Birds   |

### Triệu tập gần đây
| Vt | Cầu thủ                    | Ngày sinh (tuổi)  | Số trận | Bt | Câu lạc bộ          | Lần cuối triệu tập                      |
| -- | -------------------------- | ----------------- | ------- | -- | ------------------- | --------------------------------------- |
| TM | Nhlanhla Gwebu             | 11 tháng 11, 1986 | 30      | 0  | Young Buffaloes     | v. Cộng hòa Congo, 16 tháng 11 năm 2020 |
|    |                            |                   |         |    |                     |                                         |
| HV | Sikhumbuzo Ntimane         | 18 tháng 2, 1989  | 11      | 0  | Royal Leopards      | v. Cộng hòa Congo, 16 tháng 11 năm 2020 |
| HV | Wandile Maseko             | 24 tháng 2, 1991  | 5       | 0  | Young Buffaloes     | v. Cộng hòa Congo, 16 tháng 11 năm 2020 |
|    |                            |                   |         |    |                     |                                         |
| TV | Felix Badenhorst           | 12 tháng 6, 1989  | 35      | 13 | TS Galaxy           | v. Cộng hòa Congo, 16 tháng 11 năm 2020 |
| TV | Sibonginkhosi Gamedze      | 26 tháng 12, 1993 | 22      | 1  | Mbabane Highlanders | v. Cộng hòa Congo, 16 tháng 11 năm 2020 |
| TV | Lindo Mkhonta (Đội trưởng) | 10 tháng 4, 1991  | 21      | 0  | Young Buffaloes     | v. Cộng hòa Congo, 16 tháng 11 năm 2020 |
|    |                            |                   |         |    |                     |                                         |
| TĐ | Bonginkosi Dlamini         | 20 tháng 11, 1990 | 10      | 1  | Royal Leopards      | v. Cộng hòa Congo, 16 tháng 11 năm 2020 |